# 小行星5760
小行星5760（英語：5760 Mittlefehldt）是一颗围绕太阳公转的小行星。1981年3月1日，舒爾特·巴斯在赛丁泉山发现了此天体。
这颗小行星的绝对星等为101.6941859861551等。